# Язги-Юрт
Язги-Юрт (баш. Яҙғыйорт) — деревня в Салаватском районе Республики Башкортостан Российская Федерация. Входит в состав Лагеревского сельсовета.

## География

### Географическое положение
Расстояние до:
- районного центра (Малояз): 38 км,
- центра сельсовета (Лагерево): 6 км,
- ближайшей ж/д станции (Мурсалимкино): 44 км.

## Население
| 2002 | 2009 | 2010 |
| ---- | ---- | ---- |
| 280  | ↘253 | ↗259 |

Национальный состав
Согласно переписи 2002 года, преобладающая национальность — башкиры (91 %).

## Известные уроженцы
- Галина, Рафига Арслановна (род. 15 марта 1951) — артистка Стерлитамакского государственного башкирского драматического театра, Заслуженная артистка БАССР (1983), Народная артистка Республики Башкортостан (1994)[5][6].